# Полкунен, Сиркка
Сиркка Полкунен в замужестве Виландер (фин. Sirkka Polkunen; 6 ноября 1927 года, Йювяскюля — 28 сентября 2014 года) — финская лыжница, олимпийская чемпионка, призёрка чемпионата мира.

## Карьера
На Олимпийских играх 1952 года в Осло, была 5-й гонке на 10 км, единственной на тот момент дисциплине в соревнованиях лыжниц.
На Олимпийских играх 1956 года в Кортина-д’Ампеццо, стала олимпийской чемпионкой в эстафетной гонке, в которой она бежала первый этап и закончила его на втором месте уступив лишь советской лыжнице Любви Козыревой, но на последующих этапах финки смогли обойти советских лыжниц и завоевали золото. В личной гонке на 10 км заняла 8-е место.
На чемпионате мира 1954 в Фалуне завоевала серебряную медаль в эстафете, кроме того была 6-й в гонке на 10 км.
На чемпионатах Финляндии не побеждала, один раз была второй и три раза третьей.
Во время и после завершения спортивной карьеры работала упаковщицей на заводе по производству пороха.